# Bataille de Huế
Guerre du Viêt Nam
Batailles
La bataille de Huế est une bataille de la guerre du Viêt Nam qui a eu lieu dans la ville de Huế, du 31 janvier au 3 mars 1968. Une des plus longues et des plus sanglantes de la guerre, cette bataille fait partie de l'offensive du Tết, lancée par le Front national de libération du Sud Viêt Nam (ou Viet Cong) et l'Armée populaire vietnamienne, qui réussissent au prix d'énormes pertes à prendre et tenir 28 jours cette ville impériale d'une grande importance symbolique pour les Vietnamiens. 
La bataille est finalement une victoire militaire pour la République du Viêt Nam et les forces des États-Unis qui chassent les troupes communistes de Hué, mais la ville est détruite et un massacre de civils par les communistes est découvert. Comme le reste de l'offensive du Tết, cette bataille entraîne de grandes conséquences politiques dans la suite de la guerre.

## Préparation de la bataille
Selon des sources nord-vietnamiennes, le 19 novembre 1967, le front B5 ayant la responsabilité du secteur de Hué a reçu des directives du Politburo et de l’état-major central concernant une action à grande échelle qui sera l’offensive du Têt.

## Déroulement de la bataille
À 03:40, dans le matin brumeux du 31 janvier 1968, des positions alliées sont attaquées à Hué. Les défenseurs de l'armée sud-vietnamienne (ARVN) parviennent à maintenir leurs positions, dirigés par le général Ngo Quang Truong, mais la majorité de la citadelle tombe dans les mains communistes. La bataille sera sanglante et durera 28 jours.
Les alliés estiment que les forces nord-vietnamiennes ont eu entre 2 500 et 5 000 tués et que 89 de leurs soldats ont été faits prisonniers dans la ville et ses alentours. 216 U.S. Marines et soldats américains ont été tués pendant les combats et 1 609 ont été blessés. 421 soldats de l’ARVN ont été tués, 2 123 blessés, et 31 ont été portés disparus. Plus de 5 800 civils ont perdu la vie, 116 000 ont perdu leur toit sur une population de 140 000 habitants.
La prise de Hué, capitale impériale du Việt Nam, a eu une conséquence psychologique immense dans l’imaginaire des Vietnamiens. Au mois de février 1968, le président Lyndon Johnson demanda au général William Westmoreland sa prévision pour la prochaine attaque des Vietnamiens. Capturer Huế, aurait répondu le général sans hésitation[réf. souhaitée], explicitant que l'ancienne capitale était le symbole de l’unité et que sa prise constituerait un argument majeur pour des négociations. Westmoreland délégua le commandement du secteur de Hué et de la zone démilitarisée (demilitarized zone, DMZ) au général Creigthon Abrams qui mit en place à Phu Bai le quartier général de la structure américaine de commandement, la Military Assistance Command, Vietnam (MACV).

## Massacre
Le 29 janvier 1968, dans le cadre de l'offensive du Têt, les Nord-Vietnamiens attaquèrent la ville de Huế et massacrèrent entre 2500 et 3500 habitants, majoritairement des civils considérés comme faisant partie des élites, dont des familles de responsables gouvernementaux sud-vietnamiens, en se fondant sur des listes dressées par des agents de renseignements locaux (Un massacre à Huế ?, section de l'article sur la Guerre du Viêt Nam).

## Dans la culture populaire
Les scènes du dernier tiers du film Full Metal Jacket de Stanley Kubrick sont situées à Huế, le décor de la ville ayant été reconstitué en Angleterre.
Le jeu Conflict Vietnam développé par Pivotal Games et édité par SCi/Global Star Software, sorti le 3 septembre 2004 sur Playstation 2, Xbox et Pc, aborde les combats dans la ville de Hué dans le chapitre « Bloody Hue ».
Dans l'épisode quatre de la saison deux de X-Files, il est brièvement question du massacre de Phu Bai.